# Dolphin (emulador)
Dolphin é um emulador livre de Nintendo GameCube, Nintendo Wii e Triforce (arcade) que é executado em Windows, OS X, Linux, e Android. Foi o primeiro emulador a executar com êxito jogos comerciais de Nintendo GameCube e Wii, e é o único emulador capaz de rodar jogos comerciais de Wii. Seu nome refere-se ao nome de código de desenvolvimento do GameCube. A maioria dos jogos funcionam perfeitamente ou com pequenos problemas. Os jogos podem ser emulados em HD Quality (Alta Definição) até a resolução de 5K, sendo essa uma das principais características do emulador, já que os próprios consoles GameCube e Wii não são capazes disso.

## Desenvolvimentos

### Origens (2003-2007)
O Dolphin foi lançado pela primeira vez em 2003, como um emulador de Nintendo GameCube experimental que poderia inicializar e executar jogos comerciais. O áudio ainda não podia ser emulado e havia problemas de desempenho. Muitos jogos travavam ao iniciar ou executavam com vários problemas. A velocidade média era de 2 a 20 FPS.
O Dolphin foi oficialmente descontinuado em 2004, com os desenvolvedores lançando a versão 1.01 como a versão final do emulador. Os desenvolvedores decidiram reviver o projeto em 2005 e em 2007 a versão 1.03 foi lançada com pequenas melhorias e suporte de som básico.

### OpenSource e emulação de Wii (2008–presente)
O Dolphin tornou-se um projeto de código aberto em 13 de julho de 2008, quando os desenvolvedores lançaram o código-fonte publicamente em uma SVN repositório no Google Code sobre a licença GPLv2. Neste ponto, o emulador tinha ainda emulação básica de Wii implementado. Após ter seu código aberto, vários desenvolvedores foram atraídos, e o desenvolvimento no emulador tem sido contínuo desde então, com lançamentos regulares de novas versões. Versões não oficiais são lançadas sobre um numero de revisão (Como 4.0-1337) em vez de números de versão (Como 1.03).
A emulação de Wii do Dolphin alcançou um marco em fevereiro de 2009, quando foi feito um grande avanço, conseguindo inicializar e executar a versão 1.0 do Wii System Menu com sucesso. Pouco tempo depois, todas as versões do Wii System Menu tornaram-se inicializáveis. Não há suporte completo para os canais de Wii, que devem ser lançados através da interface principal do Dolphin.
Em abril de 2009, a maioria dos jogos comerciais, tanto do GameCube como do Wii, poderiam ser reproduzidos apenas com alguns problemas menores e erros, com um grande número de jogos que funcionam com praticamente nenhum defeito. Melhorias para o emulador tinham permitido aos usuários jogar games a toda velocidade pela primeira vez, o áudio tinha melhorado drasticamente, e os recursos gráficos foram bastante consistentes com exceção de alguns problemas menores
No final de outubro de 2009, inúmeros novos recursos úteis foram incorporadas ao emulador, como frame-skipping automático, o que aumentou o desempenho do emulador, bem como uma maior estabilidade geral do emulador. Foi também melhorado o recurso NetPlay do emulador, o que permitiu aos jogadores jogarem com vários jogadores de GameCube e Wii on-line com os amigos, desde que o jogo não requeira um controle Wii Remote. A interface gráfica foi reformulada para torná-la mais user-friendly. O plug-in DirectX também recebeu grandes desenvolvimentos, e agora é muitas vezes mais rápido do que o plug-in OpenGL.
Até o final de novembro de 2010, os desenvolvedores resolveram a maioria dos problemas de som (como chiado), foi adicionada compatibilidade com ainda mais jogos, foi aumentada a velocidade geral com a emulação e precisão.
Em julho de 2011, a versão 3.0 foi liberada e o emulador chegou a sua fase final de desenvolvimento. Havia cerca de 2.500 novas linhas de código entre a versão 2.0 e 3.0. Problemas com a interface, travamentos, falhas gráficas e outros problemas foram corrigidos. Por exemplo, muitos jogos que não iniciavam no Dolphin, passaram a iniciar. Os diálogos de configuração foram reestruturados de forma mais sensata para facilitar o uso do Dolphin para novos usuários. A janela de configuração de vídeo recebeu uma revisão completa e apresenta um painel de descrição para cada opção. Vários recursos foram adicionados, incluindo suporte para o alto-falante do Wiimote, emulação da EFB mudança de formato, depurador gráfico, áudio dumping, e muitos outros. Devido as inúmeras correções para o motor de emulação LLE, a emulação de áudio no Dolphin está perto da perfeição agora (desde que se tenha o DSP necessário). Os desenvolvedores também acrescentaram o backend de vídeo Direct3D 11  e o backend de áudio XAudio2. Outras melhorias são mais adequadas, como adições na infraestrutura atual, uma vez que esta arquitetura permite uma melhor integração com as outras partes do Dolphin. Um conjunto de oito traduções (Árabe, Português do Brasil, Francês, Grego, Húngaro, Português, Espanhol, Turco) também está incluído no Dolphin 3.0. Houve algumas otimizações de desempenho (especialmente no decodificador de textura), mas de um modo geral, o desempenho diminuiu em favor de emulação de hardware mais precisa.
Em 6 de abril de 2013, a equipe lançou a primeira build para Android, o sistema operacional móvel da Google. A partir de setembro de 2013, apenas um punhado de dispositivos tinham o hardware para suportar  OpenGL ES 3.0, com a Google apoiando oficialmente o padrão em software desde julho de 2013, com a introdução do Android 4.3 Jelly Bean. Jogos são executado com uma média de 1 FPS. Os desenvolvedores citaram o Samsung Galaxy S4 como um dos primeiros telefones capazes de executar jogos em velocidades mais altas, mas ainda há limitações de velocidade consideráveis.
Em 22 de setembro de 2013, a versão 4.0 foi lançada, com melhorias de back-end para a renderização OpenGL e áudio OpenAL, um apoio mais amplo para os controles, melhorias de rede e ajustes de performance para as compilações OS X e Linux. No entanto, alguns bugs críticos ocorreram após a liberação, levando as versões bugfix 4.0.1 e 4.0.2.
Em 12 de outubro de 2013 (4.0-155), o apoio ao D3D9 foi removido do projeto, deixando D3D11 e OpenGL como os dois backends de vídeo restantes. A Equipe do Dolphin afirmou que o "D3D9 é inerentemente defeituoso, e trabalhar em torno de seus problemas é tempo desperdiçado e retardou o desenvolvimento."
Em 19 de maio de 2014, a Equipe Dolphin anunciou que suporte para sistemas 32-bit Windows e Linux estava sendo descartado. A Equipe do Dolphin afirmou que foi se tornando cada vez mais difícil manter as compilações 32-bit, e que os lançamentos de 32-bits simplesmente ofereceram uma experiência inferior em comparação com os seus 64-bit homólogos. Além disso, a grande maioria dos seus usuários já estavam usando processadores de 64-bits, e a maioria dos usuários de compilações 32-bits eram compatíveis com 64-bit mas ainda estavam usando 32-bits por engano. A combinação desses fatores fez o suporte de 32 bits desnecessário. A 4.0.2 e todas as compilações anteriores ao anúncio ainda estão disponíveis em 32 bits. Compilações Android ainda estão disponíveis em 32 bits.

## Requerimentos
De acordo com o site oficial do emulador, segue abaixo os requisitos de sistema mínimos e recomendados, lembrando que os requisitos também podem variar, de acordo com o jogo que estiver sendo emulado:

### Requisitos Mínimos
Sistema Operacional: Windows (10 ou superior), Linux, macOS (Catalina ou superior) e dispositivos Android (5.0 ou superior).
Processador: Qualquer processador que suporte as instruções SSE2 (Exemplos: Pentium 4 ou Athlon64), e que tenha ao menos 2.5 GHz, irá funcionar.
Placa de Vídeo: Que tenha suporte ao DirectX 10/OpenGL 3, e que aceite Pixel Shader 3.0.
Memória: 2 GB ou mais.

### Requisitos Recomendados
Processador: Intel i5-3570K ou superior.
Placa de Vídeo: AMD HD5770, ou outra placa que tenha suporte ao DirectX 11.
Memória: 2 GB ou mais.

## Características
O emulador roda a base de OpenGL e DirectX para gráficos, e já consegue emular grandes títulos como Metroid Prime, Super Mario Sunshine e até jogos mais recentes para Nintendo Wii como Super Mario Galaxy, Mario & Sonic at the Olympic Games e até mesmo Super Smash Bros. Brawl. O Dolphin tem várias funcionalidades. Algumas não existem nem nos consoles originais.

### Controles
- Suporte a Wii Remote reais e Wii MotionPlus por bluetooth
- Suporte a controles de expansões (MotionPlus adapter, Nunchuk, Classic controller, Guitar, Drums, Turntable)
- Suporte para múltiplos controles com DirectInput ou XInput para controle emulado do Nintendo GameCube e Wii Remotes com ou sem expansões

### Redes
- NetPlay para o jogar on-line com outros usuários Dolphin os jogos que não tem suporte online
- Nintendo Wi-Fi Connection para jogos on-line para os jogos que suportam Wii Wi-Fi com outros usuários do Dolphin, bem como usuários reais do Wii.[8][17]

### Melhorias gráficas
- Opção para aumentar a resolução interna.
- Anti-aliasing, Filtragem Anisotrópica.
- Suporte a texturas de alta resolução (Hi-Res), Dumper de textura, olhar livre.
- Shaders de pós-processamento.
- Widescreen hack para forçar saída widescreen em jogos que não a suportam nativamente. Este hack pode causar algumas falhas gráficas, como em Super Mario Sunshine.
- Nvidia 3D Vision para gameplay 3D.
- Como muitos outros emuladores de PC, Dolphin suporta resoluções arbitrárias, enquanto o GameCube e Wii só suportam até 480p.

### Recursos de software emulados
- Capacidade de pular o Wii Menu ou GameCube BIOS ao iniciar um jogo.
- Possibilidade de iniciar um jogo de qualquer região.
- Emulação da NAND.
- Suporte a WAD (jogos para download), usado principalmente para WiiWare, Virtual Console, etc.
- Suporta a instalação das IOSes para correção de erros no Wii Menu/ou, raramente em jogos.
- Suporte para aplicativos Homebrew e emulação do XFB.

### Outras características
- Software de edição de memória, tais como Action Replay e códigos Gecko.
- Você pode salvar um jogo a qualquer momento e carregar depois.
- Gerenciador de Cartão de Memória: permite exportar salves para cartões de memória virtuais do GameCube.
- DSP HLE e LLE: Emulação de alto nível HLE é mais rápido, embora imprecisa, e a emulação de som LLE reproduz o som original com o custo de desempenho
- Frame skipping
- Ferramentas TAS

## Recepção
O Dolphin tem recebido elogios da crítica de vários sites de jogos independentes. Eurogamer e 1UP.com elogiaram a capacidade de reproduzir jogos em Alta Definição. Ele também tem sido elogiado pela alta compatibilidade entre ambos o GameCube e o Wii, além da placa de arcade Triforce. Ele também recebeu a atenção de muitos sites devido a ser o primeiro emulador que consegue emular corretamente um console de sétima geração.